# 埃莱娜·西亚
埃莱娜·西亚（法語：Héléna Ciak，1989年12月15日—），法国女子篮球运动员，2015年欧洲女子篮球锦标赛银牌得主、2017年欧洲女子篮球锦标赛银牌得主、2021年欧洲女子篮球锦标赛银牌得主、2020年夏季奥林匹克运动会女子铜牌得主。